# Frans Wahlström
 Frans Adolf Wahlström, född 25 september 1857 i Axtorp, Varola socken, Skaraborgs län, död 3 juli 1916 i Skövde, var en svensk arkitekt. Han föddes som son till hemmansägare Lars Johan Andersson i Axtorp, Varola socken, sydöst om Skövde och nämns i källor omväxlande som Frans Adolf Andersson och Frans Adolf Larsson innan han slutligen antar efternamnet Wahlström. Familjen emigrerade år 1870 till Amerika men flyttade tillbaka redan 1874–1875. År 1882 flyttade Wahlström till Karlstad en kort period innan han 1884 flyttade till Skövde och anges då som arkitekt.
Som arkitekt verkade Wahlström främst i Skaraborgs län och ritade en mängd olika typer av byggnader såsom villor, hyreshus och centrumbyggnader, tjänstebostäder längs Göta Kanal, tingshus i Tidaholm och gymnastiksal i Skara.

. Många av byggnaderna finns kvar idag. Flera av Wahlströms ritade byggnader kan kännas igen på stilen där huskroppen är helt symmetrisk med svagt framskjutande tvärställda gavlar eller flyglar. Wahlström ritade även ett flertal nya kyrkor samt var med som rådgivare vid renoveringar av kyrkor.

## Byggnader
- Sals kyrka, 1881
- Skövde kyrka, 1888–1889 (bearbetades av Carl Möller[4])
- Longs kyrka, 1897
- Locketorps kyrka, 1897-1898
- Vara kyrka, 1900
- Essunga kyrka, 1903
- Öckerö kyrka, 1906

## Bilder, verk i urval

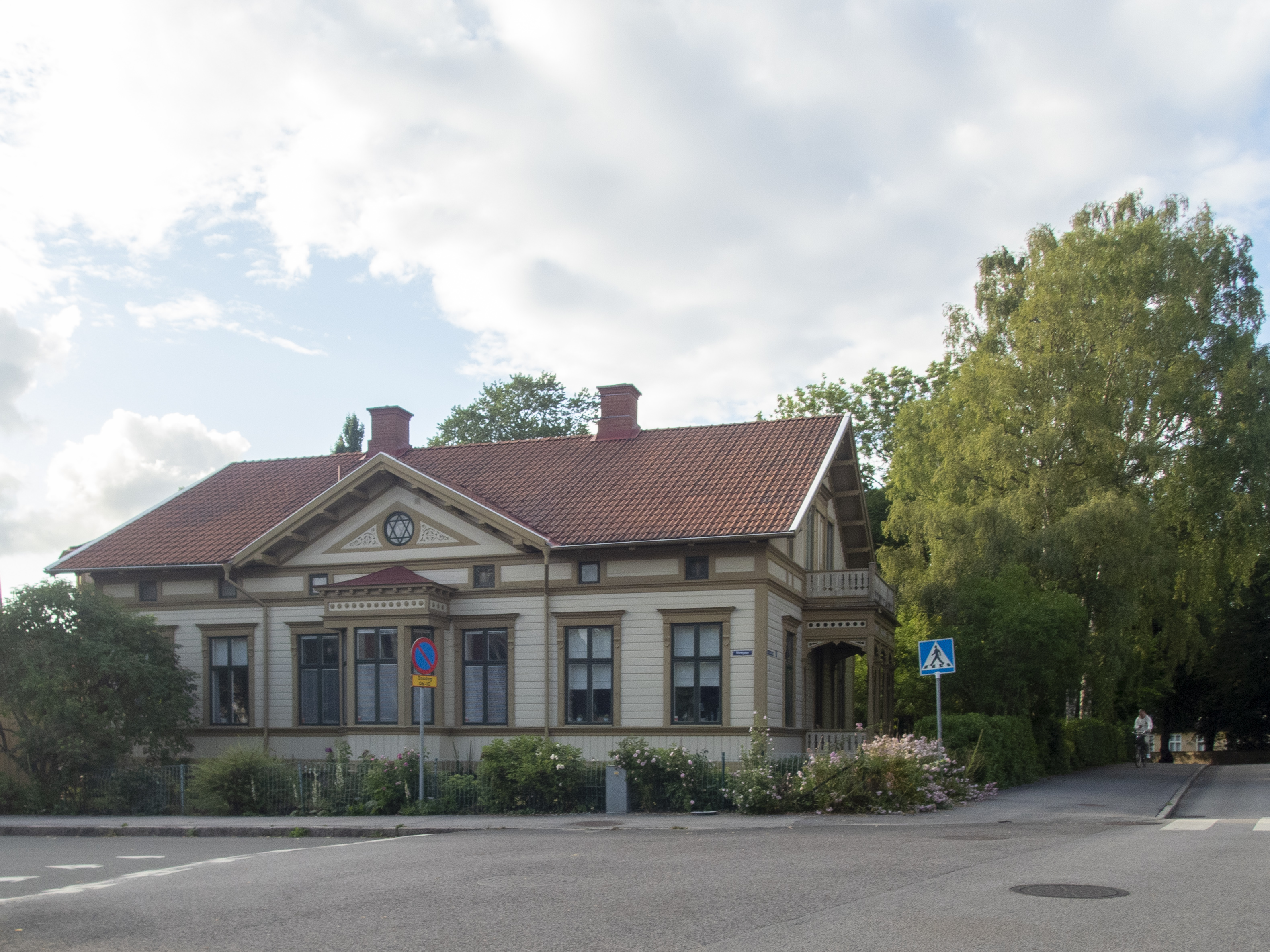
Landtmansons hus i Skara, byggt 1888
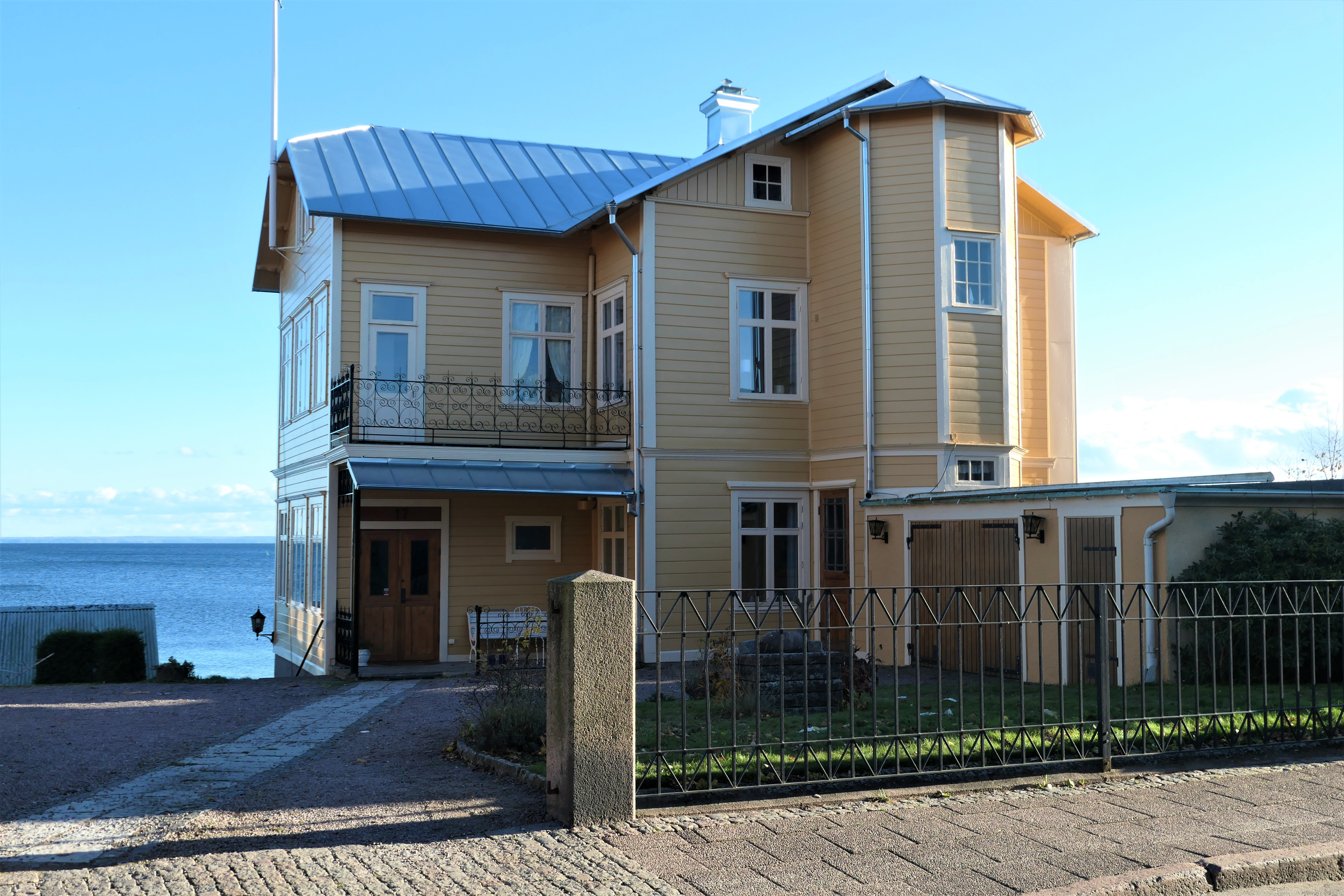
Tvåvåningsvilla vid Vättern i Hjo, byggd 1896
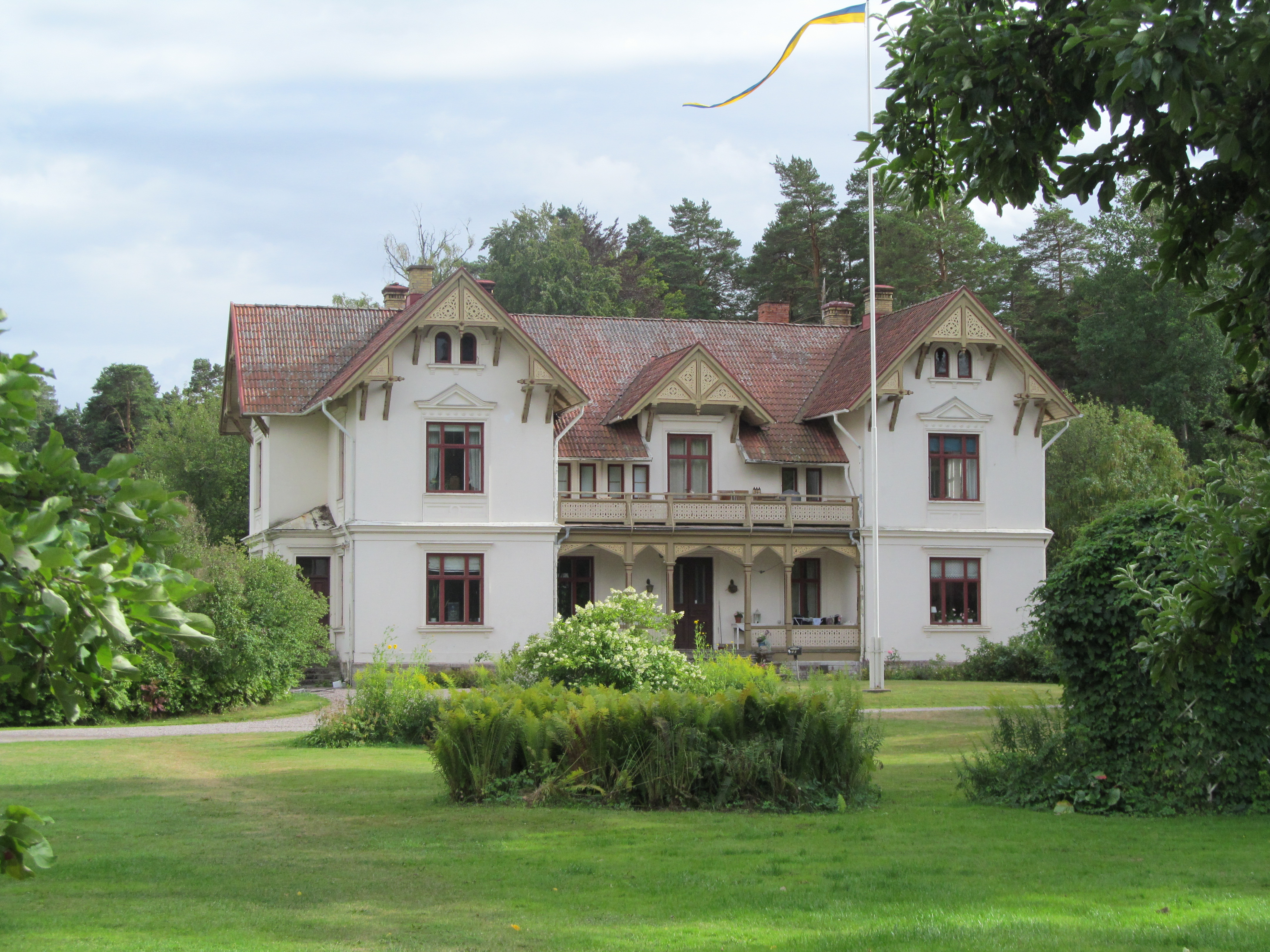
Kanalingenjörsbostaden i Hajstorp, byggt 1902
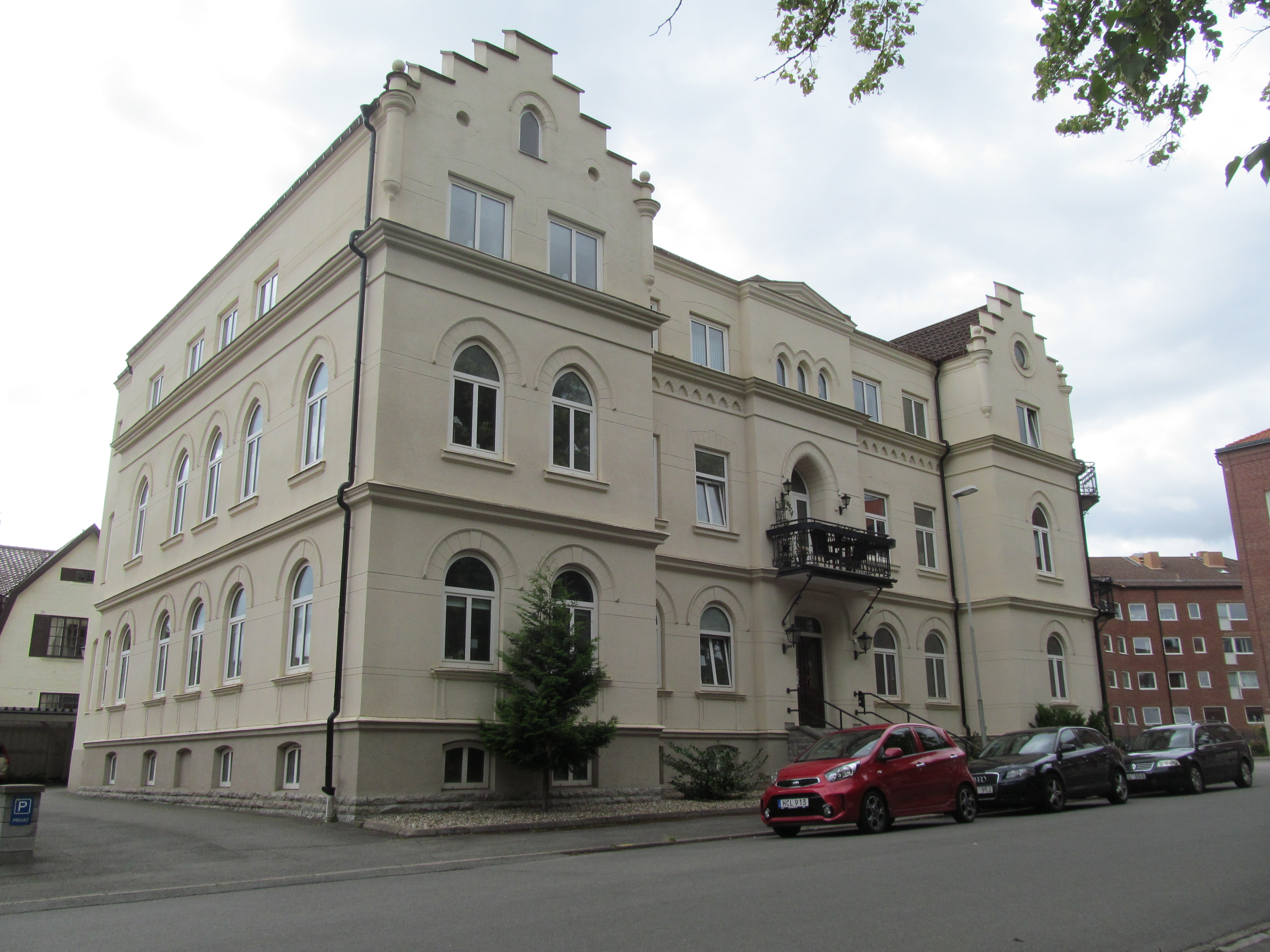
Flerbostadshus i Skövde, byggt 1904
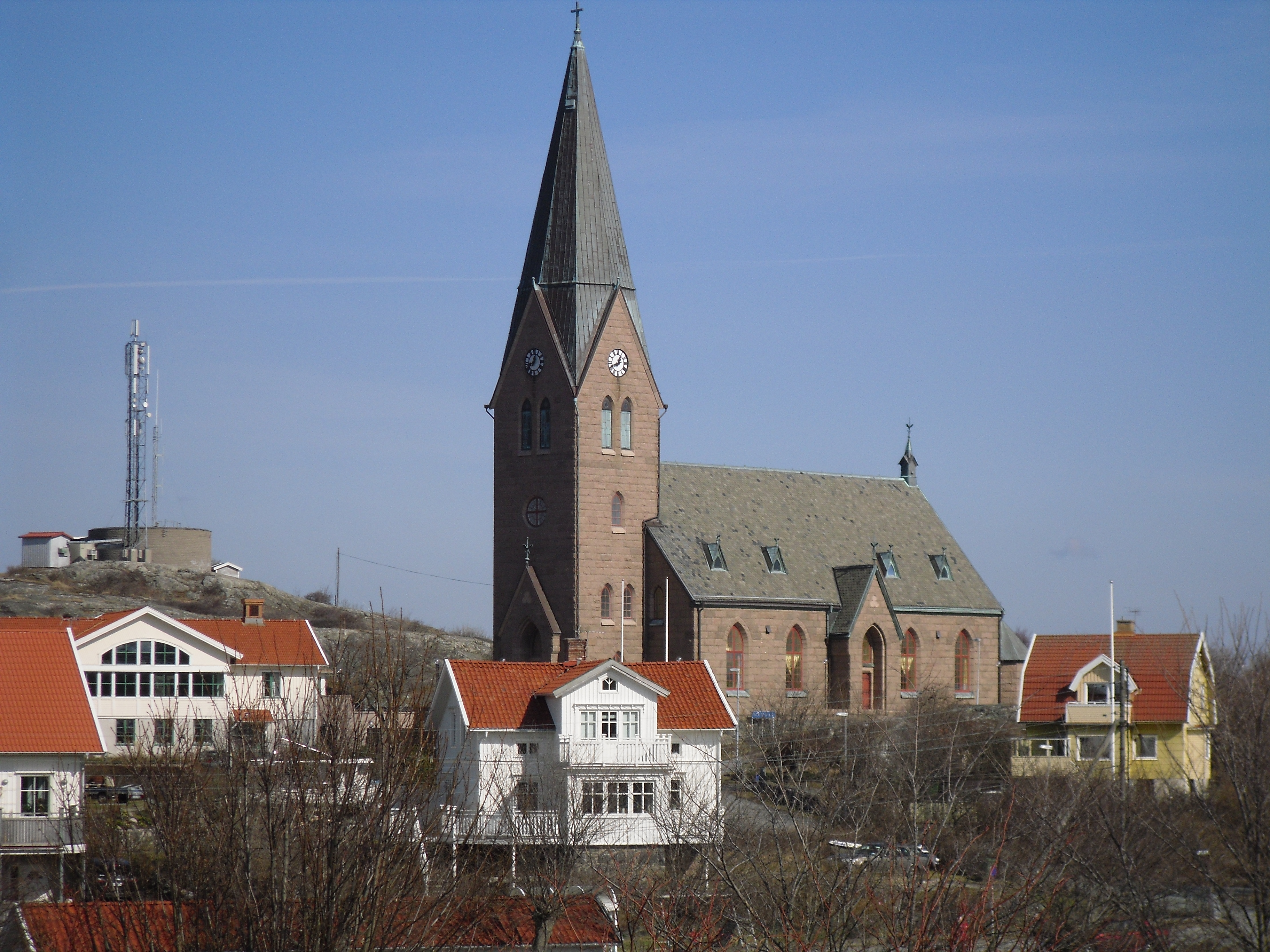
Öckerö nya kyrka, byggt 1906
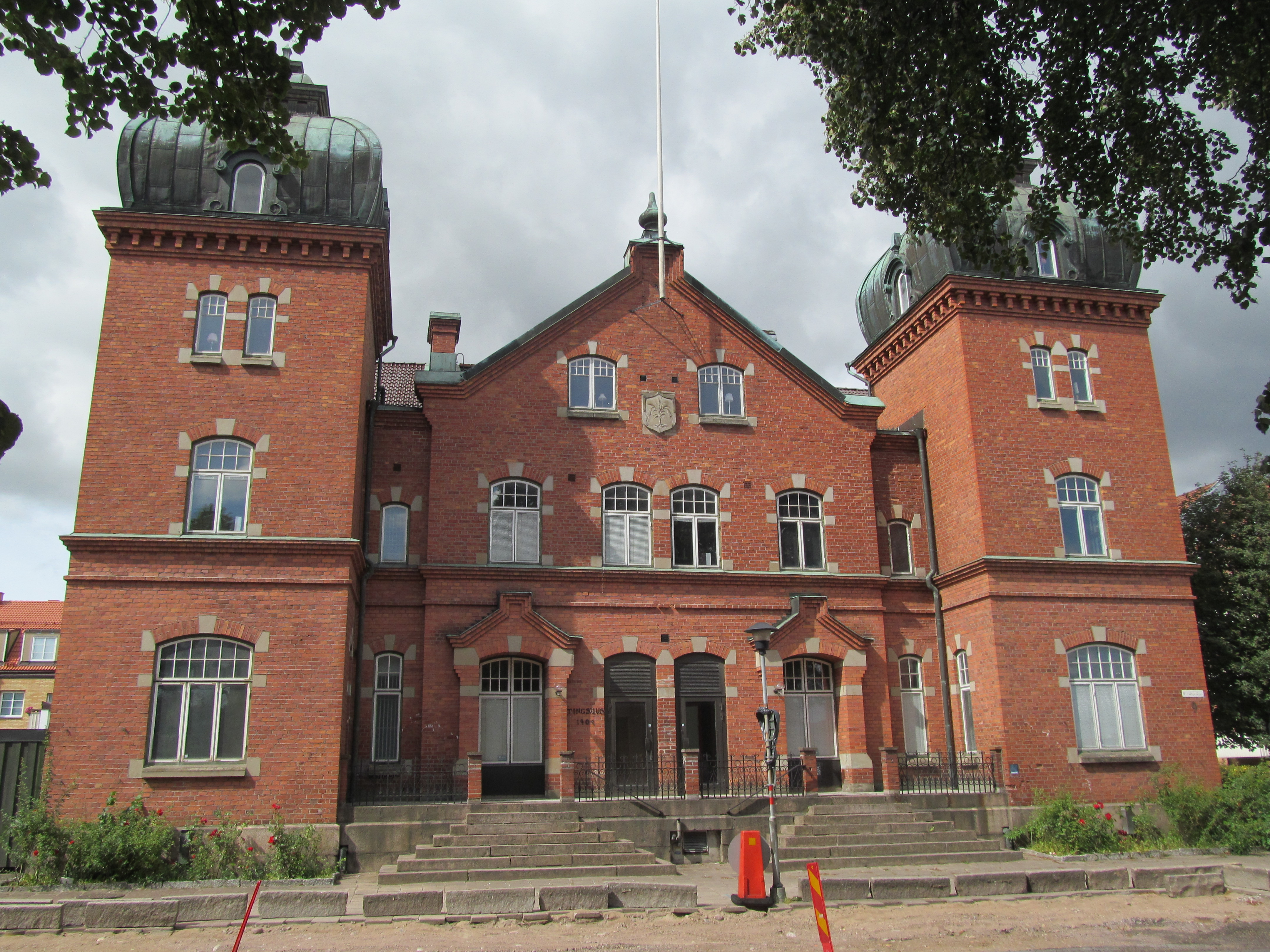
Tingshus i Tidaholm, byggt 1904